# Masada (musikalbum)
Masada är reggaeartisten Alpha Blondys sjunde album, den släpptes 1992.

## Låtlista
1. Masada
2. Multipartisme Mediocratie
3. Rendez-vous
4. God Is One
5. Yéyé
6. Desert Storm
7. Houphouet Yako
8. Peace In Liberia
9. Papa Bakoye
10. Les Chiens
11. Sciences Sans Conscience
12. Fulgence Kassy
13. Ca Me Fait Si Mal
14. Mystic Night Move